# Ryan Taylor (calciatore 1984)
Ryan Anthony Taylor (Liverpool, 19 agosto 1984) è un ex calciatore inglese, di ruolo difensore.